# Grube Königsforst
Die Grube Königsforst ist eine ehemalige Eisen-Grube im Bensberger Erzrevier in Köln-Rath/Heumar.

## Geschichte
Am 10. November 1940 legte Paul Otto Lippig ein Mutungsgesuch unter dem Namen Paul auf Eisenerz in einem 8 m tiefen Schächtchen 400 m südwestlich des Forsthauses Forsbach vor. Da die früheren Unterlagen über die Grube bei der Bergbehörde verloren gegangen waren, musste eine neue Berechtsamsakte angelegt werden. Zu diesem Zweck legte Lippig am 11. Dezember 1940 aus seinem Bestand Unterlagen zu der Mutung Paul vor, mit denen eine neue Berechtsamsakte angelegt werden konnte. Der Fundpunkt befand sich im Grubenfeld Freie Presse, das früher auf Braunkohle verliehen worden war. Bei der Fundesbesichtigung am 26. November 1940 hatte sich eine Bank von Erz mit ½ m Mächtigkeit gezeigt. Die Fündigkeit wurde am 18. Februar 1941 anerkannt. Am 19. August 1941 erfolgte die Verleihung auf Eisen unter dem Namen Königsforst. Über die Betriebstätigkeiten ist nichts bekannt.